# Joseph Oth
Joseph Oth (Hobscheid, 14 oktober 1877 – Diekirch, 5 maart 1955) was een Luxemburgs docent en kunstschilder.

## Leven en werk
Joseph Oth was een zoon van timmerman Michel Oth en Marie Lamach. Na de ambachtsschool in Karlsruhe studeerde hij aan de Koninklijke Academie voor Schone Kunsten van Brussel en de kunstacademie van München. Hij werd benoemd tot maître de dessin en in 1924 tot professeur de dessin aan het gymnasium in Diekirch. In 1939 ging hij met pensioen.
Oth schilderde onder meer landschappen in olieverf en aquarel. Hij sloot zich aan bij de kunstenaarsvereniging Cercle Artistique de Luxembourg, waar hij van 1914 tot 1954 deelnam aan de jaarlijkse salons. Op de salon van 1917 werden door de staatscommissie vijf schilderijen aangekocht, van Oth, Dominique Lang, Henri Rabinger, Joseph Strock en André Thyes.
Joseph Oth overleed na een korte ziekte, op 77-jarige leeftijd.

## Onderscheidingen
- 1938 Ridder in de Orde van de Eikenkroon.[8]

- Musée national d'archéologie, d'histoire et d'art: lkl000176